# 2,5-二甲氧基对伞花烃
2,5-二甲氧基对伞花烃（也称为：麝香草氢醌二甲醚，thymohydroquinone dimethyl ether）是一种有机化合物，化学式C12H18O2，存在于菊科的植物精油中。